# 博洛特基夫齊
50°15′6″N 26°21′35″E / 50.25167°N 26.35972°E
博洛特基夫齊（烏克蘭語：Болотківці），是烏克蘭西北部的村莊，隸屬里夫內州的里夫內區。該村始建於1745年，面積1.16平方公里，海拔高度206米，2025年人口390，人口密度每平方公里460.5人。